# Harold López-Nussa
Harold López-Nussa Torres n.1983, es un pianista cubano que reside actualmente en La Habana.

## Historia
López-Nussa nació en La Habana, Cuba, un 13 de julio de 1983. 
Forma parte de una familia de músicos. Sus padres son el baterista Ruy López-Nussa Lekszycki y la profesora de piano Mayra Torres. Comienza sus estudios de piano a los 8 años en el Conservatorio Manuel Saumell, continúa nivel medio en un plan de niños talentos en el Conservatorio Amadeo Roldán y culmina el nivel superior en el Instituto Superior de Arte de Cuba.
Sin abandonar la música clásica, desde muy temprano incursiona en el Jazz, que es hoy una de sus mayores pasiones, compartiendo escenario con figuras como Chucho Valdés, Alexander Brown, Elmer Ferrer, Orlando Valle (Maraca), Giovanni Hidalgo, Horacio El Negro, David Sánchez, entre otras ; al mismo tiempo no deja de lado la música cubana, desde lo tradicional participando con el Buena Vista Social Club y formando parte de la banda de Omara Potuondo en la gira de su disco “Gracias”, hasta lo popular tocando con orquestas como Klimax y con Teresa García Caturla, también formó parte de la agrupación de Carlos Varela abarcando así un amplio abanico de géneros.
Ganador en el 2005 del Primer Premio y del Premio del Público en el Solo Piano Competition en Montreux Jazz Festival, Suiza. 
Ha realizado conciertos en muchísimos escenarios nacionales e internacionales, entre ellos el Teatro Olympia de París, New Morning Club de París, Barbican Center de Londres y Satin Doll de Burdeos; y ha participado en numerosos festivales entre los que están el Oslo World Music, Montreux Jazz Festival, Verona Jazz Festival y Barcelona Jazz Festival.
En el 2009 salió al aire su disco Herencia, le acompañan en su trío, Felipe Cabrera al contrabajo (también hace algo de voz) y su hermano Ruy Adrian López-Nussa a la batería. Como invitados, están Mayquel González (trompeta) en un par de temas y Omara Portuondo en "Es más, te perdono". Harold López-Nussa, no sobrecarga de notas sus fraseos y consigue decir más con menos. De los once temas, siete llevan su firma y entre los otros cuatro figura "Tears in heaven" de Eric Clapton.

## Discografía
- CD. El Viaje.[1] 2016
- CD. New Day.[2] 2013
- CD. El País de las Maravillas. 2011
- CD. Herencia. 2009
- CD. Canciones. 2008
- CD. Sobre el Aterlier. 2007
- CD, DVD. Heitor Villa-lobos, Cinco conciertos para piano y orquesta. 2006

También ha formado parte de proyectos como  Jazz Cuba today, Rhythms del Mundo, Rhythms del mundo Cubano Alemán, entre otros.